# Кућна терапија (филм)
„Кућна терапија“ је југословенски филм из 1977. године. Режирао га је Славољуб Стефановић Раваси, а сценарио је писао Ференц Деак.

## Улоге
| Глумац                  | Улога                    |
| ----------------------- | ------------------------ |
| Столе Аранђеловић       |                          |
| Драгомир Фелба          |                          |
| Богдан Јакуш            |                          |
| Петар Краљ              |                          |
| Божидар Павићевић Лонга |                          |
| Љев Рјадченко           | Дечак                    |
| Јелисавета Саблић       |                          |
| Мирјана Вукојичић       |                          |
| Милош Жутић             |                          |
| Мира Динуловић          | Марта, медицинска сестра |
| Станимир Аврамовић      |                          |
| Зинаид Мемишевић        | Синиша                   |
| Славица Ђорђевић        |                          |